# Elias Canetti
Elias Canetti (25. juli 1905 i Ruse (Bulgarien) , død 14. august 1994 i Zürich) var en tysksproget forfatter. Han modtog Nobelprisen i litteratur i 1981.
Canettis blev født i Bulgarien til en jødisk familie, der stammede fra Spanien, og hans modersmål var ladino. I 1912 flyttede familien til Manchester. Resten af livet flyttede han rundt mellem Østrig, Schweiz, Tyskland og England.
Debutromanen Forblindelsen udkom i 1935.
Canetti Peak på Livingston Island i øgruppen Sydshetlandsøerne ved Antarktis, der i 2005 blev kortlagt af bulgarske videnskabsmænd, er opkaldt efter ham.

## Liv og værk
Hans far var forretningsmanden Jacques Canetti, og moren var Mathilde, født Arditti. Han blev født i Ruse i Bulgarien og var den ældste af tre sønner. Hans forfædre var sefardiske jøder, som blev udvist fra Spanien i 1492. Det oprindelige familienavn var Cañete efter en spansk landsby.
I 1934 blev han gift med Veza (Venetiana) Taubner-Calderon (1897–1963), med hvem han havde et mildest talt dynamisk forhold. Hun optrådte som hans muse og dedikeret litterær assistent. Dog forblev Canetti åben overfor affærer med andre kvinder. Efter Vezas død i 1963 blev han gift med Hera Buschor (1933–1988), og de fik en datteren, Johanna, i 1972.
Selv om han skrev på tysk, boede han i England til 1970'erne. I de fleste af sine sidste 20 år i Zürich.
I 1972 modtog han Georg Büchner-prisen. 
Han vandt nobelprisen i litteratur i 1981 "for et forfatterskab præget af brede udsyn, en rigdom af ideer og kunstnerisk kraft." Han er berømt for sit selvbiografiske trebindsværk, der beskriver hans liv fra barndommen i Bulgarien til ægteskabet med Veza (Die Gerettete Zunge, Die Fackel im Ohr og Das Augenspiel), for den modernistiske roman Die Blendung og for Masse og Magt, et studie af masseadfærd, og hvordan det manifesterer sig i menneskelig aktivitet lige fra vold i samfundets laveste klasser til religiøs fordybelse.
Han døde i Zürich i 1994.